# Unassigned Lands

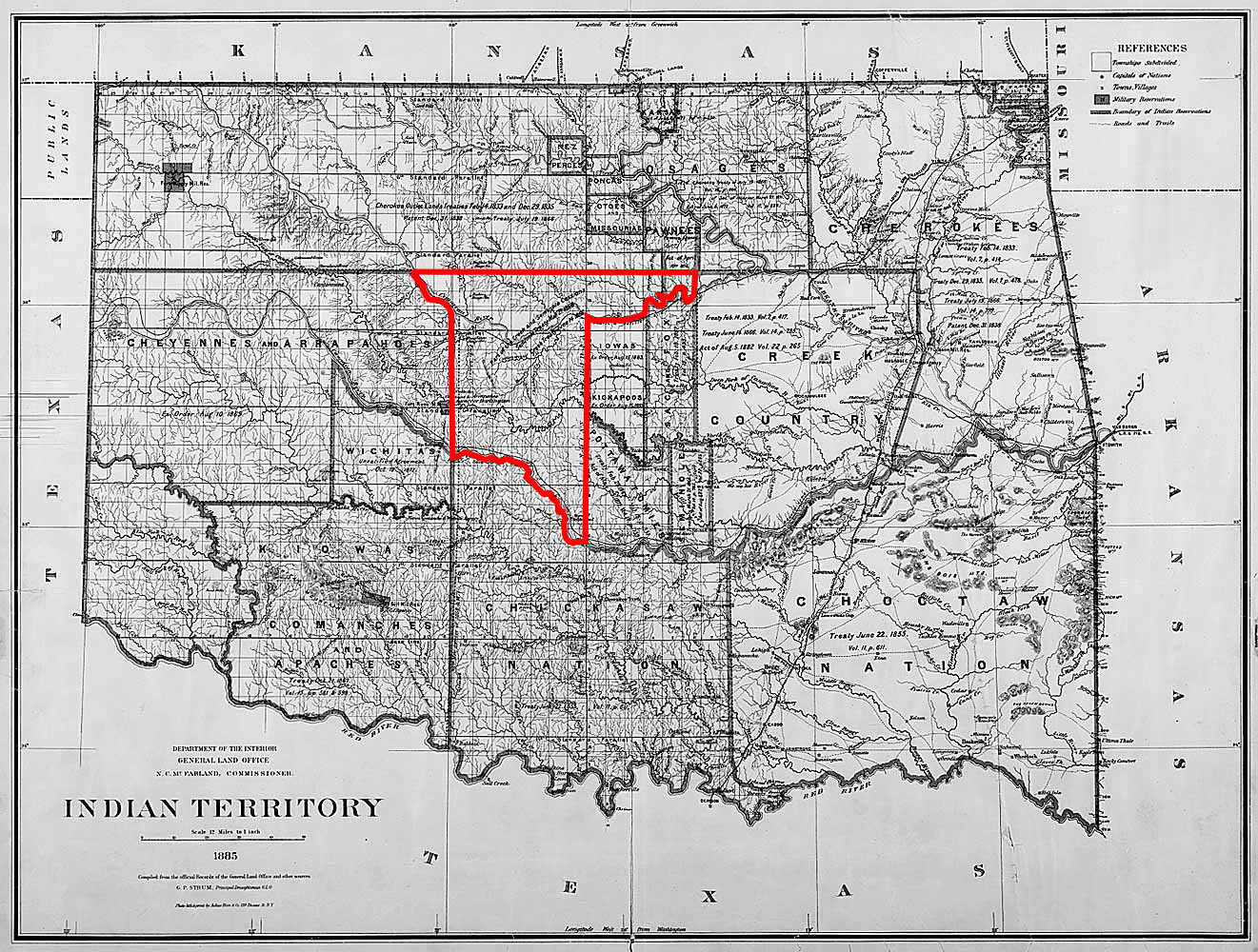
Das Indianerterritorium im Jahr 1885, die Unassigned Lands sind rot hervorgehoben

Die Unassigned Lands (deutsch etwa Nicht zugewiesene Ländereien) sind ein historisches Gebiet in der Mitte des heutigen Oklahoma, rund um die heutigen Städte Oklahoma City und Guthrie, das vom Ende des Sezessionskrieges bis zum ersten Oklahoma Land Run 1889 bestand.

## Vorgeschichte
Nach dem Indian Removal Act von 1830 sollten die Indianervölker des Südostens der Vereinigten Staaten in ein Territorium westlich des Mississippi verbracht werden, das später inoffiziell Indianerterritorium genannt wurde. Dies wurde im Lauf der 1830er-Jahre, teils unter inhumanen Bedingungen („Trail of Tears“), durchgeführt. Die wichtigsten und zahlreichsten dieser Völker waren die sog. Fünf zivilisierten Stämme, die Areale im heutigen Oklahoma zugewiesen bekamen.
Im Sezessionskrieg waren die Indianer im Dilemma, auf welche Seite sie sich stellen sollten (bei den Cherokee gab es im Rahmen des Krieges sogar interne Kämpfe), nicht zuletzt da die Sklavenhaltung bei den Indianern aber verbreitet war, entschieden sich insbesondere die Muskogee, Choctaw und Chickasaw für die Seite des Südens, aber auch  Cherokee und Seminolen kämpften für die Konföderation. Da sie bei der folgenden Reconstruction nunmehr auf der Seite der Verlierer standen, wurden ihre Verträge neu ausgehandelt. In der Praxis bedeutete das, dass die Areale der jeweiligen Völker verkleinert wurden, insbesondere mussten die Muskogee und Seminolen ihre westlichen Gebiete aufgeben. In dieses freigewordene Land wurden teilweise andere Völker aus dem Osten angesiedelt (Potawatomi, Kickapoo, Sac und Fox), aber auch aus den Great Plains stammende Gruppen wie die Cheyenne, Arapaho oder Kiowa.

## Besiedlungskampagne
Ein Streifen Land am Cimarron, vom Arkansas im Süden bis zum Cherokee Outlet im Norden reichend blieb aber keinem Indianervolk zugeordnet, es war in diesem Sinn Unassigned. Es umfasste ein Areal von 1.887.796,47 acres, das entspricht rund 7600 km².
Erste Kampagnen, das Land für angloamerikanische Siedler zu öffnen, begannen schon in den 1870er-Jahren, im Jahr 1879 publizierte Elias C. Boudinot, Lobbyist für die Missouri-Kansas-Texas Railroad und väterlicherseits Cherokee, einen vielbeachteten Artikel in der Chicago Times, in der er die Freigabe dieses Gebietes forderte. Auch der Name Unassigned Lands wird auf Boudinot zurückgeführt. Präsident Hayes dagegen bekräftigte in einer ebenfalls 1879 erlassenen Proklamation die Zugehörigkeit zum Indianerterritorium und das Verbot, das Areal zu betreten und darauf Siedlungen zu errichten.
Allerdings hielt die Kampagne, das Land für weitere Besiedlung zu öffnen die ganzen 1880er-Jahre an. Insbesondere David L. Payne und William L. Couch führten immer wieder Gruppen von Kolonisten in die Unassigned Lands, die auch immer wieder von der Kavallerie verhaftet und hinauseskortiert wurden. In der Presse kam für diese Gruppen die Bezeichnung Boomer auf. 1884 wurde einer dieser Fälle am District Court von Topeka in Kansas verhandelt und entschieden, dass die Besiedelung der Unassigned Lands keine Straftat darstelle. Es wurde nicht zuletzt dadurch immer schwieriger, die Kolonisten aus dem Land draußen zu halten, später im Jahr kam es sogar zu einer Schießerei zwischen ihnen und der Kavallerie.
1886 legte auch die Santa Fe Railroad Gleise durch das Indianerterritorium, die das Gebiet durchquerten.

## Land Run
Schließlich reagierte der Kongress auf den öffentlichen Druck und erließ den Indian Appropriations Act von 1885, mit dem Landverkaufsverhandlungen mit den Fünf Zivilisierten Stämmen autorisiert wurden. Insbesondere die Muskogee unter ihrem Häuptling Pleasant Porter waren bereit, sich ihre restlichen Ansprüche auf das Gebiet finanziell abgelten zu lassen. 1889 wurde dann ein weiterer Indian Appropriations Act erlassen, der regelte, dass das Gebiet nach dem Homestead Act von 1862 und in Form eines Land Runs besiedelt werden sollte. Dieser war der erste und bekannteste einer Serie von Land Runs, mit der nach und nach Indianervölkern zugewiesene Gebiete für angloamerikanische Siedler geöffnet wurden.
Bereits 1890 wurde die Besitznahme durch die Einrichtung des Oklahoma-Territoriums  bekräftigt, die allerdings nur die Westhälfte des heutigen Oklahoma umfasste – das Gebiet der Fünf Stämme bleib weiterhin als Indianerterritorium bestehen.
Nach der Besitznahme der Siedler entstanden Städte wie Stillwater (die erste Siedlung im Gebiet), Oklahoma City, Guthrie oder Kingfisher, die als Zeltstädte begannen. Für die Lokalverwaltung wurden nach der Erhebung zum Territorium sechs Countys eingerichtet, die ursprünglich nur durchnummeriert waren, in späterer Folge aber Namen bekamen: 1 – Logan, 2 – Oklahoma, 3 – Cleveland, 4 – Canadian, 5 – Kingfisher und 6 – Payne.